# Chiesa di San Silvestro (Imer)
La chiesa di San Silvestro è una chiesa cattolica situata sul monte Totoga, nel territorio del comune di Imer, in provincia autonoma di Trento; è sussidiaria della parrocchiale dei Santi Pietro e Paolo di Imer e fa parte dell'arcidiocesi di Trento.

## Storia

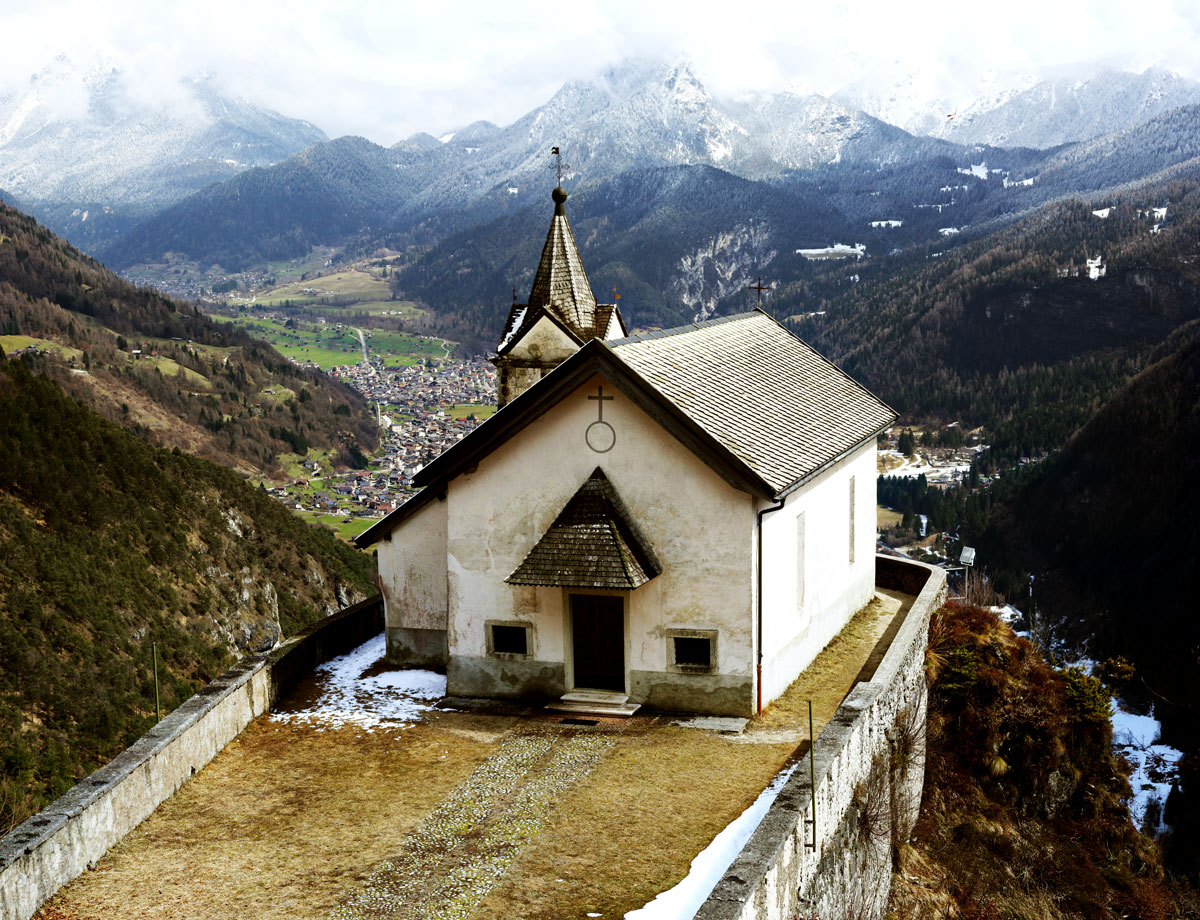
Vista della chiesa

L'esistenza di una cappella o capitello sul posto è documentata già nel corso del Duecento, forse evoluzione di preesistenti strutture adibite all'osservazione militare o al culto pagano; grazie a un lascito testamentario del pievano di Paolo Huber, verso la fine del Quattrocento venne edificata una chiesetta, il cui presbiterio venne affrescato tra il 1540 e il 1544 da Rocco Naurizio e da Marco Rossi da Mel. Nel 1618, ai maestri comaschi Bartolomeo e Giorgio Lungo venne affidata la costruzione del campanile, che sorse sulle rovine di quello precedente; contemporaneamente, vennero anche innalzate di un metro le mura perimetrali, demolendo le volte e sostituendole con un soffitto a cassettoni. Nel Seicento è pure documentata la presenza di un eremita sul posto, a cui venne costruita anche una celletta per restare anche l'inverno (l'odierna sagrestia).
Dall'Ottocento in poi sono documentati diversi lavori conservativi: un restauro nel 1848; il rifacimento del tetto nel 1942; il rifacimento di tutte le coperture e del sagrato nel 1955; la realizzazione dei gradini all'ingresso e presso l'altare, e dell'impianto elettrico, nel 1976-81; un altro restauro, con rifacimento delle coperture e del pavimento e anche scavo archeologico, nel 1996. Oltre a questo, nel 1961 venne anche decorata la navata.

## Descrizione

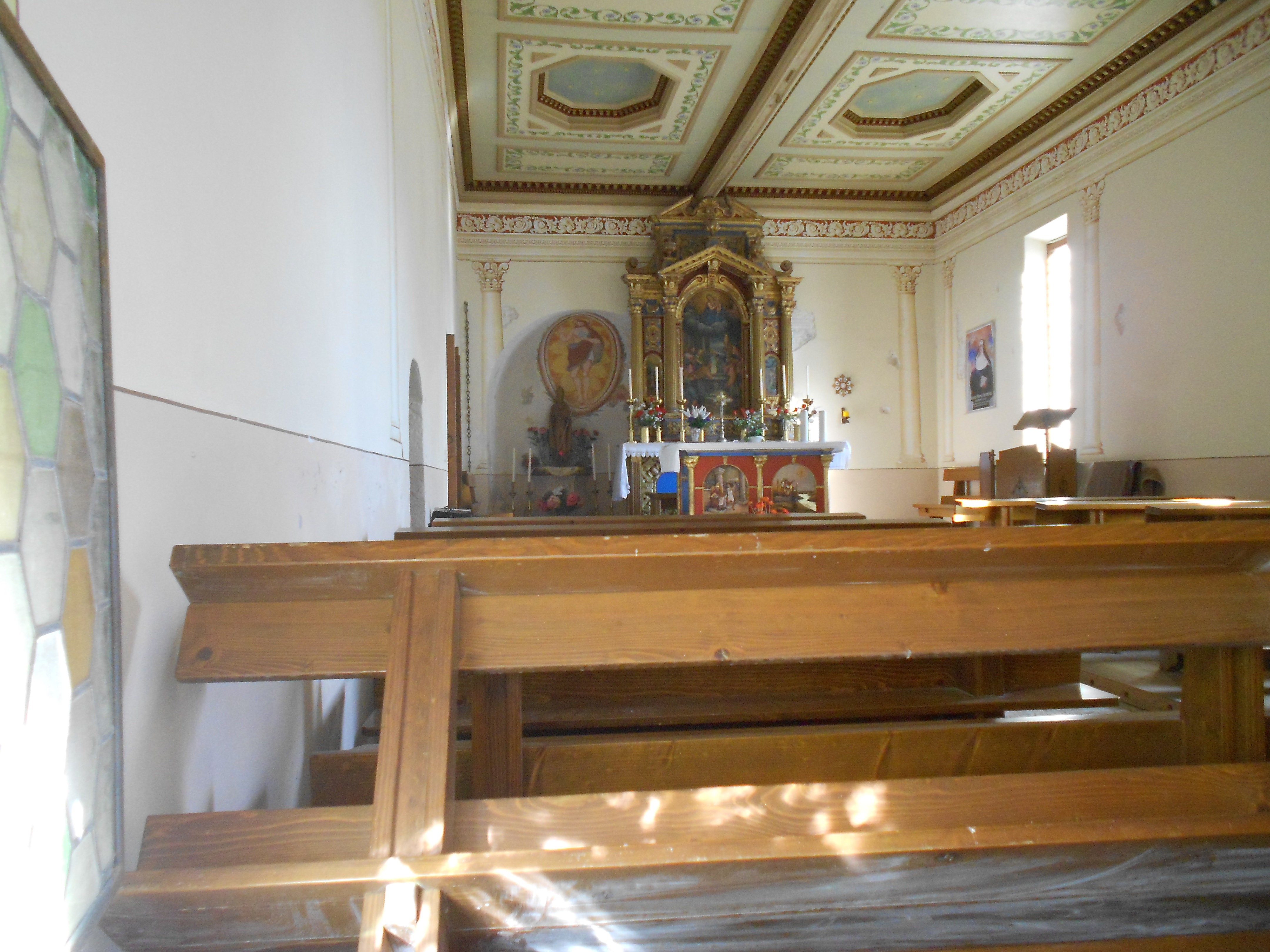
Interno

### Esterno
La chiesa si trova su uno sperone roccioso del monte Totoga, in posizione panoramica ben visibile dalla vallata del Primiero. Si presenta con facciata a capanna, percorsa da uno zoccolo interrotto dal portale architravato riparato da una tettoia a tre spioventi; ai due lati del portale si aprono finestrelle rettangolari chiuse da grate.
Sul fianco sinistro si trovano la sagrestia, in passato adibita a romitorio, e il tozzo campanile a base quadrata, con cella campanaria aperta da finestre centinate. Le copertura della chiesa sono di tegole in cemento sulla navata, e di tegole in legno di larice sui tetti dell'abside e del campanile e sulla tettoia in facciata.

### Interno
L'interno è a pianta rettangolare, composta da un'unica navata con soffitto a cassettoni in legno e illuminata da due finestre rettangolari sulla fiancata destra. Le pareti sono ornate da dipinti che simulano un colonnato appoggiato su uno zoccolo e sormontato da un fregio a girali.
La parte terminale della chiesa è costituita da un presbiterio rialzato di due gradini, che si conclude con una ridotta abside catinata semicircolare nettamente fuori asse sulla sinistra rispetto all'aula. Nell'abside sono visibili (seppur scialbate) scene affrescate della vita e del martirio di san Giorgio, opera di Marco Rossi da Mel del 1540, e il Cristo Redentore con i quattro evangelisti zoomorfi, opera di Rocco Naurizio del 1544. La pala d'altare, opera del fiemmese Antonio Zeni, rappresenta il battesimo di Costantino da parte di papa Silvestro I.

## Cultura e tradizioni

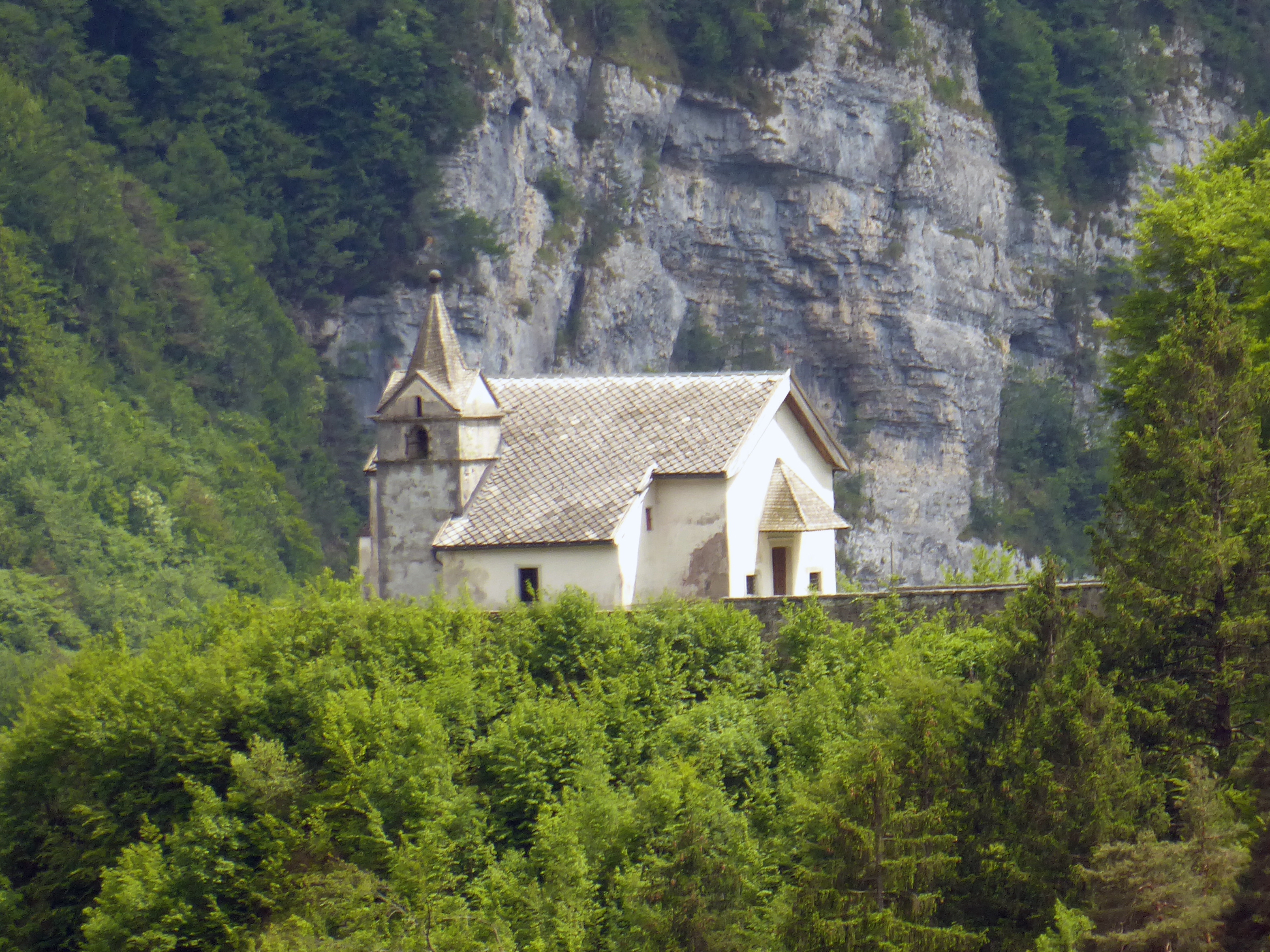
La chiesa vista dal passo Gobbera

La chiesa, che di notte viene illuminata, è tenuta in grande considerazione dalla comunità di Primiero, ed è meta di pellegrinaggi e processioni, specie per chiedere tempo favorevole per i raccolti: nell'Ottocento ne sono documentate almeno sei all'anno, e ancora oggi se ne effettuano il 1º maggio, il lunedì dell'angelo (dal Vanoi) e il 31 dicembre (festa di San Silvestro). La chiesa è raggiungibile da due sentieri: il più accessibile, con mezz'ora di percorrenza, parte dal passo Gobbera, mentre un altro, che richiede un'ora di camminata più impegnativa, sale dai Masi d'Imer.
Da un documento settecentesco si evince che San Silvestro formava una croce ideale, assieme con la chiesa di San Vittore di Tonadico, la chiesa di San Giovanni ai prati Liendri di Mezzano e la chiesa di Santa Romina sul monte Bedole (di cui ora non restano che poche tracce); questa croce, detta "crosèra" in dialetto, era simbolo di consacrazione per l'intera vallata.

### Leggende
Secondo una leggenda, il luogo scelto in origine per la costruzione della chiesetta era molto più a valle, ma le pietre che venivano preparate in quel luogo svanivano misteriosamente nottetempo, per poi essere ritrovate la mattina sullo sperone dove sorge oggi la chiesa, fatto che avvenne varie volte; escluso l'intervento umano, venne attribuito alla volontà divina, e la chiesa venne quindi edificata in tal posto.
Un'altra leggenda di epoca ottocentesca racconta di un boscaiolo che veniva scortato dai gendarmi da Caoria verso Primiero, con l'accusa di omicidio; giunto il gruppetto a passo Gobbero, in vista della chiesetta di San Silvestro, il boscaiolo invocò il santo proclamando la propria innocenza, e per miracolo le catene che lo legavano caddero; a ricordo di questa storia, nella chiesa sono conservate come ex voto tali catene.